# 哈瑙戰役
哈瑙戰役（法語：Bataille de Hanau）發生於1813年10月30日至31日，是第六次反法同盟期間的一場戰役。拿破崙一世統帥的法軍部隊在試圖撤回法國時，遭遇了由卡爾·德·弗雷德指揮的巴伐利亞－奧地利聯軍。法軍先遣部隊在第一天的戰鬥中倚靠著德魯奧的砲兵部隊與騎兵部隊，迫使聯軍撤回哈瑙。第二天，法軍的增援部隊攻佔了哈瑙。
這場戰役是拿破崙在德意志地區的最後一戰，他在掃清障礙後於11月7日返回巴黎。弗雷德糟糕的部署是這場戰鬥中最大的勝負手，讓人數處於劣勢的法軍取得重要勝利。

## 註腳
1. ↑  Chandler 2009，第938頁.
2. ↑  Lamothe 2005.
3. ↑  Leggiere 2015，第790頁.